# Степовое (Синельниковский район)
Степовое (укр. Степове) — посёлок,
Дерезоватский сельский совет,
Синельниковский район,
Днепропетровская область,
Украина.
Код КОАТУУ — 1224881504. Население по переписи 2001 года составляло 18 человек.

## Географическое положение
Посёлок Степовое находится на расстоянии в 2,5 км от села Дерезоватое.
Рядом проходит автомобильная дорога Т-0425.